# NGC 31

NGC 31

إن جي سي 31 أو NGC 31 هي مجرة حلزونية تقع في كوكبة العنقاء، أما تصنيفها فهو SB(rs)cd، وهذا يعني أنها من نوع المجرات الحلزونية الضليعة.

## وصلات خارجية
- NGC 31 على موقع ويكي سكاي: DSS2, SDSS, GALEX, IRAS, Hydrogen α, X-Ray, Astrophoto, Sky Map, Articles and images